# La muerte de un avaro
La muerte de un avaro es un cuadro del pintor flamenco El Bosco, realizado en el periodo 1490-1500, ejecutado al óleo sobre tabla. Mide 92,6 centímetros de alto y 30,8 cm de ancho. Se conserva en la Galería Nacional de Arte en Washington D. C. (Estados Unidos).

## Historia
Los estudiosos están de acuerdo en atribuirla a la fase de madurez del pintor, a sus últimos años: 1490-1500. Esto lo confirma la dendrocronología, pues ha establecido como fecha de la tabla hacia 1494 o después. También ha confirmado que esta pintura sería el panel derecho de un tríptico dividido. Las otras porciones que subsisten del tríptico son La nave de los locos y la Alegoría de la gula y la lujuria. De esta manera se confirma la tesis, ya anticipada en 1972 por Filedt Kok, de que El vendedor ambulante sería la parte exterior de un tríptico cuyo interior estaría formado por La nave de los locos, abajo la Alegoría de la gula y la lujuria que se conserva en New Haven y a la derecha, La muerte de un avaro, que se conserva en la Galería Nacional de Arte de Washington.
Hay un dibujo preparatorio que se conserva en el Museo del Louvre.

## Análisis
La escena se ambienta en el interior de una casa, con el lecho de muerte de un avaro dispuesto oblicuamente. Se ve al moribundo dividido entre el ángel, que le señala Crucifijo, puesto ante una ventana en lo alto y del que emana la luz, y un demonio que asoma por debajo de la cortina con un saco de dinero en la mano. Se ha aventurado que el diablo está robándole el dinero y el avaro está más preocupado por esto que por su salvación; también se ha hablado de que es al contrario, que el demonio le está ofreciendo ese dinero al avaro para comprar su alma, y éste duda si aceptar el dinero o escoger el crucifijo, esto es, la salvación.
Al lado izquierdo, a través de una puerta entornada, aparece la muerte, representada como un esqueleto que le va a lanzar una flecha. 
A los pies de la cama hay un viejo, el mismo avaro, con el rosario entre los dedos, que está reponiendo monedas dentro de un cofre lleno de animales monstruosos. 
Este tema ya estaba presente en la Mesa de los pecados capitales. Puede estar refiriéndose al opúsculo Het sterfboek (El libro de la muerte) una traducción al flamenco del Ars moriendi, conocido tratado del siglo XV.
Considera Larsen que el estilo de esta tablilla recuerda a otras imágenes "de interior" de la escuela flamenca, como las elaboradas por Rogier van der Weyden o el Maestro de Flémalle, aunque con un realismo más atenuado.